# Sulfate d'ammonium et de fer(III)
Le sulfate d'ammonium et de fer(III), sulfate d'ammonium ferrique ou alun de fer, est un corps chimique minéral qui peut être anhydre et alors de formule chimique NH4Fe(SO4)2. Il peut être obtenu par déshydratation complète du composé minéral naturel correspondant, par exemple en chauffant au-delà de 230 °C.
Le dodécahydrate de sulfate d'ammonium et de fer(III) est le même corps chimique minéral hydraté de formule semi-développée NH4FeIII(SO4)2·12 H2O, plus connu sous le nom d'alun de fer(III), d'alun de fer(III) ammoniacal ou d'alun ferrique. Ce sel double appartient à la classe des aluns, composés ioniques de formule générale MM'(SO4)2·12 H2O. Il est décrit dans la suite de cet article comme dans l'infobox.

## Aspect et propriétés physiques et chimiques
Insoluble dans l'alcool, il forme des cristaux octaédriques de couleur violet pâle. La couleur est toujours l'objet de controverses entre scientifiques : certains supposent le rôle d'impuretés, alors que d'autres la croient volontiers dépendre de la seule structure cristalline. La matière cristalline est généralement inodore, parfois avec un relent d'ammoniac.
Ce composé minéral est paramagnétique, acide et toxique vis-à-vis des micro-organismes. Il s'agit d'un agent oxydant faible, capable d'être réduit par exemple par le sel de Mohr, autre alun similaire mais ferreux, soit le sulfate d'ammonium ferreux hexahydraté.

## Préparation
Ce composé minéral peut être simplement préparé à partir d'un mélange de solutions aqueuses de sulfate ferrique et de sulfate d'ammonium.
Il est également possible d'oxyder le fer(II) du sulfate ferreux en Fe(III) pour former le sulfate ferrique, par exemple par addition d'acide sulfurique et d'acide nitrique au mélange ferreux. Il ne reste plus qu'à ajouter la solution de sulfate d'ammonium à la solution pour former une solution complexe et troublée, où les cristaux hydratés de sulfate d'ammonium ferrique précipitent.
- Oxydation : 6 FeSO4 + 2 HNO3 + 3 H2SO4 → 3 Fe2(SO4)3 + 2 NO + 4 H2O
- Synthèse : Fe2(SO4)3 + (NH4)2SO4 → 2 NH4Fe(SO4)2

Les acides nitrique et sulfurique qui réagissent avec le sulfate ferreux, forment du sulfate ferrique, de l'oxyde nitreux et de l'eau. Le sulfate ferrique mélangé au sulfate d'ammoniaque forme le précipité de sel double recherché. La solution est ensuite soumise à analyse pour détecter qu'il n'y a plus de fer(II).

## Anciens usages et utilisations actuelles
Il est connu dans le monde antique. Son nom latin savant, à l'époque moderne, est sulfas ammonico ferricus. Der Ammonium Eisenalaun ou alun de fer et d'ammonium est le nom traditionnel allemand. Il était utilisé en chimie technique et en teinture.
Un large champ d'emploi s'ouvre au sulfate d'ammonium ferrique, par exemple dans le domaine du traitement des eaux usées, du tannage, dans l'industrie des colorants ou encore d'agent de décapage en particulier dans l'industrie des composants électroniques.
Les applications anciennes s'étendaient même à l'équipement de réfrigération adiabatique, à l'analyse chimique et biochimique et à la synthèse organique.
Au laboratoire, il est utilisé comme indicateur, par exemple dans la méthode de Charpentier - Volhard en volumétrie analytique, qui permet le dosage des chlorures par exemple en chimie de l'eau. Il est parfois utilisé au laboratoire photographique.